# Завод имени Я. М. Свердлова
ФКП «Завод имени Я. М. Свердлова» — российское градообразующее предприятие города Дзержинска Нижегородской области, входящее в военно-промышленный комплекс России.

## История
В начале XX века Охтинский пороховой завод в Петрограде был крупнейшим производителем взрывчатых веществ России. Однако в период Первой мировой войны появилась целесообразность перенести стратегическое военное производство вглубь страны. 18 июня (1 июля) 1915 года Военный Совет Российской Империи принял решение о строительстве нового казённого завода взрывчатых веществ в Нижегородской губернии. Во многом на выбор места строительства повлияла его близость к транспортным артериями — железной дороге и рекам Волге и Оке, а также близость к промышленным предприятиям.
27 июня (10 июля) 1916 года закон о постройке и оборудовании нового завода в селе Чёрное был одобрен Государственной думой и высочайше утверждён императором Николаем II, что и стало считаться официальным днём рождения предприятия. В соответствии с генеральным планом возведение завода велось параллельно со строительством жилого поселения и сопутствующей инфраструктуры.
Во время Великой Отечественной войны каждый второй снаряд и каждая третья авиабомба, изготовленные в СССР, были выпущены заводом имени Я. М. Свердлова. Более 148 миллионов артиллерийских снарядов, мин и прочих изделий было выпущено на заводе во время Великой Отечественной войны. За это завод в 1945 году был награждён орденом Красного Знамени.
С 1972 на заводе налажен выпуск октогена.
В 2005 году завод был подключен к важной государственной программе по утилизации боевых взрывчатых веществ у которых истек срок хранения.
12 сентября 2006 года распоряжением Правительства Российской Федерации завод был реформирован из унитарного в федеральное казённое предприятие «Завод имени Я. М. Свердлова» с полным имущественным комплексом.
По результатам отраслевого отбора к ежегодному Всероссийскому конкурсу на звание «Организация оборонно-промышленного комплекса высокой социально-экономической эффективности» «Завод имени Я. М. Свердлова» признан лидером среди научных/промышленных организаций в номинации «Лидер среди промышленных предприятий промышленности боеприпасов и спецхимии».
В декабре 2020 в управление ФКП «Завода имени Я. М. Свердлова» поступило заявление от сотрудников 32-го и других цехов предприятия. В заявлении говорилось о требовании отменить «Положение о премировании» и изменить коллективный договор в пользу трудящихся. Причиной стали изменения, внесенные в 2020 году, которые значительно сократили их доходы.
В мае 2021 года стало известно, что ООО «Тепловозремсервис» подала в Арбитражный суд иск о банкротстве ФКП «Завод имени Я. М. Свердлова».
В июле 2022 года стало известно, что ФКП «Завод имени Я. М. Свердлова» встретил свой день рождения открытием производства по снаряжению специзделий после масштабной реконструкции. На официальной презентации оборудования присутствовали представители правительства Нижегородской области, директор предприятия и глава города Дзержинск.

### Чрезвычайные происшествия
23 ноября 1987 года в цехе скальных аммонитов сначала прогремел взрыв, затем возник пожар. Во время тушения пожара погибли три пожарных — Василий Семёнов, Александр Еличев и Сергей Фролов.
31 августа 2018 года на заводе произошел взрыв при подготовке к уничтожению противотанковых мин. Погибло 5 человек, еще 4 получили травмы различной степени тяжести. В декабре 2018 года стало известно, что технолога завода, обвиняемого во взрыве, нашли повешенным. Многие считают, что обвинения в ее адрес были беспочвенны и до самоубийства женщину довели.
27 ноября 2021 года на заводе произошли четыре взрыва и последующий пожар. Пострадали два человека, они госпитализированы. После прогремевшего взрыва Волжско-Окское управление Ростехнадзора выставило требование на временный запрет на эксплуатацию завода имени Свердлова в Дзержинске в связи с грубыми нарушениями требований промышленной безопасности. В рамках расследования произошедшего ФКП «Завод имени Я. М. Свердлова» был оштрафован на 750 тысяч рублей. В июне 2022 года стало известно, что начальницу участка цеха № 19 Людмилу Кобзеву приговорили к трём годам колонии-поселения за нарушение правил безопасности. Также обвиняемая должна выплатить около 30 млн руб. потерпевшим и заводу. Несмотря на решение суда, Людмила Кобзева с приговором не согласна и планирует обжаловать его. По ее мнению, от руководства завода не поступало предупреждений о наличии в минах взрывателей.
В ночь на 1 марта 2024 года завод атаковали неизвестные беспилотники. Было слышно несколько сильных взрывов.

## Санкции
18 марта 2023 года, на фоне вторжения России на Украину, завод включён в санкционный список Украины «за поддержку действий, подрывающих или угрожающих территориальной целостности, суверенитету и независимости Украины».
23 июня 2023 года завод включён в санкционный список стран Евросоюза так как он оказывает материальную поддержку и получает выгоду от Правительства России, которое несет ответственность за аннексию Крыма и дестабилизацию Украины. Кроме того завод производит взрывчатые вещества «которые используются российскими вооруженными силами во время незаконного и необоснованного военного вторжения России в Украину в 2022 году». 21 февраля 2024 года завод включён в санкционный список Канады против организаций связанных с военно-промышленным комплексом».
По аналогичным основаниям завод находится под санкциями США, Великобритании, Японии и Швейцарии.

## Структура
Территория промышленной площадки предприятия составляет 1100 га. На ней находятся ТЭЦ, система водоподготовки, 1000 зданий и сооружений, 120 км автомобильных дорог и 90 км железнодорожных путей.
Автомобильный парк состоит из 200 единиц техники, железнодорожный подвижной парк — из 900 вагонов. На балансе у предприятия также находятся 3 судна.
На территории завода находится цех мономеров ГосНИИ Кристалл. Он включает в себя 95 зданий и сооружений, располагающихся на площади 96,4 га.

## Производство
Завод является одним из крупнейших российских производителей промышленных взрывчатых веществ, передаточных зарядов для горнорудной промышленности, перфорационных зарядов для нефтегазодобывающей промышленности, сейсмических и геофизических работ. Используются все существующие методы снаряжения боеприпасов — прессование, шнекование, заливка. Это позволяет снаряжать практически все виды боеприпасов: авиационные и артиллерийские снаряды, авиационные бомбы, в том числе корректируемые по цели, боевые части кумулятивных противотанковых управляемых ракет, боеприпасы для инженерных войск, в том числе для систем вертолетного минирования и самых современных противотанковых и противодесантных мин, боеголовок к ракетным комплексам ПВО.
Завод является единственным в России производителем октогена и гексогена.
С 2008 года предприятие совместно с ОБСЕ утилизирует жидкое ракетное топливо.
Структура производства состоит из:
- 30 % — оборонная продукция
- 30 % — взрывчатые вещества
- 35 % — промышленная химия
- 5 % — машиностроение